# Sphoeroides dorsalis
Sphoeroides dorsalis és una espècie de peix de la família dels tetraodòntids i de l'ordre dels tetraodontiformes.

## Morfologia
- Els mascles poden assolir 20 cm de longitud total.[4][5]

## Hàbitat
És un peix marí, de clima subtropical i demersal que viu entre 18-100 m de fondària.

## Distribució geogràfica
Es troba a l'Atlàntic occidental central: des de Carolina del Nord (Estats Units) fins a Surinam.

## Observacions
És inofensiu per als humans.